# Fabiano Giustiniani
Fabiano Giustiniani (* 20. September 1578 in Terraferma, Genua; † 3. Jänner (unsicher) 1627 in Ajaccio) war Bischof von Ajaccio.

## Biografie
Giustiniani wurde am 20. September 1578 in Terraferma, in der Erzdiözese Genua, geboren.
Am 11. Jänner 1597 trat er in die Kongregation vom Oratorium des heiligen Philipp Neri ein und wurde am 14. Mai 1606 zum Priester geweiht.
Seine Wahl zum Bischof von Ajaccio erfolgte am 13. Juni 1616. Die Bischofsweihe erfolgte am 19. Juni 1616 in der Oratorianerkirche Santa Maria in Vallicella in Rom, durch Benedetto Giustiniani, Kardinalbischof von Sabina.
Giustiniani starb am 3. Januar 1627 in Ajaccio, der genaue Todestag ist jedoch unsicher.